# Leonardo Scaletti
Leonardo Scaletti (1435 circa – prima del 1495) è stato un pittore italiano del Rinascimento attivo a Faenza.

## Biografia
È documentato per la prima volta attivo nel 1458 sia nella pittura di tele che della ceramica. È stato variamente descritto come un seguace, o influenzato da, Piero della Francesca, Francesco Cozza, e/o Francesco Squarcione. È noto per una Madonna in trono.